# سلاح همجوشی ژاو
سلاح همجوشی ژاو (انگلیسی: Pure fusion weapon) یک بمب هیدروژنی فرضی است که برای پیشرانش همجوشی هسته‌ای دوتریوم و تریتیوم از هیدروژن، نیازمند یک آغازگر شکافت هسته‌ای نباشد. این سلاح‌ها که به شکافا نیازی ندارند آسانتر و ارزانتر از سلاح‌های کنونی ساخته می‌شوند. تاکنون هیچ سلاح همجوشی ژاوی ساخته نشده‌است.